# Klaatu barada nikto

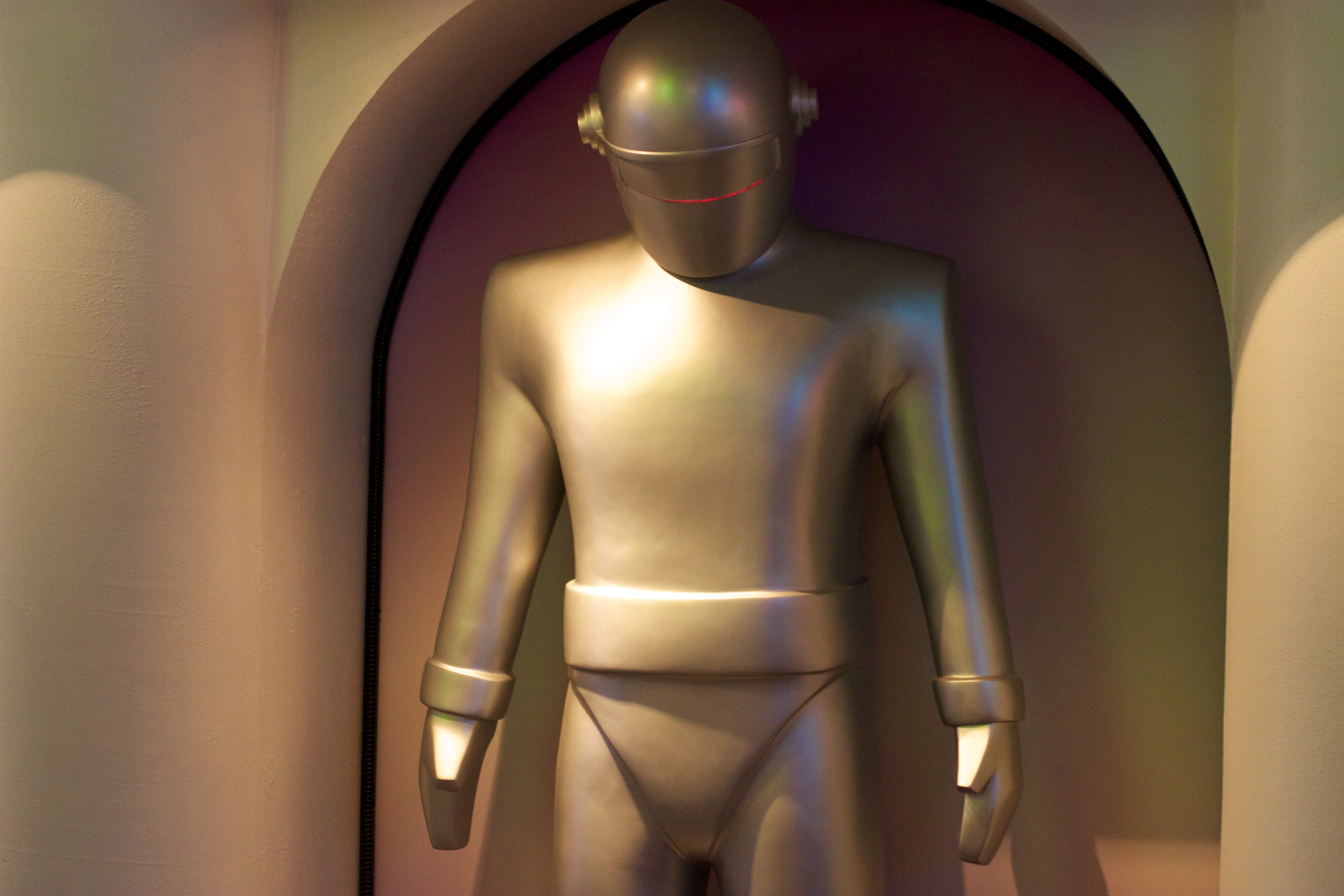
Gort - replica original del robot de ciencia ficción de la película: The Day the Earth Stood Still.

La expresión «Klaatu barada nikto» proviene de la película de ciencia ficción The Day the Earth Stood Still, de 1951.
Klaatu es el nombre del extraterrestre humanoide protagonista del filme. Klaatu encargó a Helen Benson (Patricia Neal) pronunciar la frase ante el robot Gort. Como respuesta, Gort desistiría de destruir la Tierra y resucitaría a Klaatu de la muerte.
No existe ninguna traducción de la frase en la película. El profesor de filosofía Aeon J. Skoble describe la famosa frase como una «palabra de seguridad» (lo que los ingleses denominan safeword), como parte de un dispositivo para evitar grandes daños ante un fallo del sistema, usado durante misiones diplomáticas como las que Klaatu y Gort tuvieron en la Tierra. Con el uso de esta palabra de seguridad, Gort sería irremediablemente forzado a desactivarse, en el caso en que por error adoptase una postura agresiva. Skoble observa que el tema ha evolucionado hacia una «posición de la ciencia ficción en la que las máquinas cargan con la obligación de protegernos de nosotros mismos por el mal uso o abuso que hacemos de su propio poder». En su interpretación, la frase parece decirle a Gort que Klaatu considera esa escalada de violencia innecesaria.
De cualquier modo, Gort no parecería estar haciendo un mal uso de su poder, sino que estaría elevando progresivamente su nivel de violencia como respuesta razonable al asesinato de Klaatu, el mensajero pacífico.
Otro problema de la teoría de Skoble, es que Klaatu en la película describe explícitamente que el poder de Gort es ilimitado, descartando la existencia de una palabra de seguridad. Más aún, la película no deja clara la principal intención de Gort tras la frase de Benson. Una posible traducción podría ser «Klaatu ha sido asesinado, debes salvarle».
El Salón de la Fama de los Robots describe la frase como «una de las más famosas órdenes de la ciencia ficción» y Frederick S. Clarke, de Cinefantastique la llama «la frase más famosa jamás pronunciada por un extraterrestre.»
Los títulos de crédito de la película indican la participación de un asesor en sánscrito: en ese idioma, Klaatu barada nikto se podría traducir como "el camino de Klaatu se ha cerrado" o "ha acabado", o sea "Klaatu ha muerto", en el poema épico Mahabharata, bharatás señala unos clanes, pero tuvo el significado antiguo de 'fuego', 'nikto' es 'noche', 'fin'.

## En la cultura popular
La frase ha aparecido repetidas veces en la cultura popular desde el estreno de la película.

### Literatura
- En la novela The Armageddon Rag, de George R. R. Martin. Un personaje dice jocosamente la frase a otro personaje llamado Gort.
- En la obra The Foreigner, de Larry Shue, Charlie pronuncia la frase cuando habla sobre la edición de una revista de Ciencia Ficción.
- En el libro de ciencia ficción Fairyland, de Paul J. McAuley (primera parte, capítulo 11), el protagonista la dice, sin ser reconocida por su interlocutor.
- 1994: En la colección de obras cortas All in the Timing, de David Ives, el relato «The Universal Language» (El lenguaje universal) contiene una referencia a la frase. El personaje de Don dice «¡Klaato boddami nikto!» al personaje de Dawn, lo que implica, en ese contexto, «¡Usted no me está molestando!»
- En la serie Animorphs, libro número 20, «The Discovery», el personaje Marco usa la frase mientras se disfraza de alienígena.
- El protagonista Walter Bullit, de Going, Going, Gone, obra de Jack Womack, dice estas palabras, casi al final del primer capítulo, al personaje Big Girl, también conocido como Chloe.
- En el libro de género fantástico Mothership, de John Brosnan, uno de los personajes «Elite» usa la frase para parar el ataque de un dragón.
- En el libro Jim Rage's Elite Zombie Hunting Manual, la frase se esconde en una de las páginas como si fuera una mancha.
- En la trilogía Imperium, de R. Bradlow, el protagonista Michael, pronuncia la frase en un discurso que intenta neutralizar a sus enemigos.
- En la novela L'any de la plaga de Marc Pastor el protagonista la piensa mientras espera que un vecino le abra la puerta sin éxito.
- En la novela 'Armada' de Ernest Cline un personaje, ante el inicio del ataque final, la dice por el comunicador.

### Cómics
- En el cómic El Pato Donald, "El ataque de las espantosas vitaminas espaciales", de Don Rosa, Donald intenta comunicarse con algunos extraterrestres diciendo la famosa frase mientras hace el saludo vulcaniano.
- En el número 2 de la miniserie Ultimate Secret, de la Marvel, al Capitán Marvel, un miembro de la raza alienígena Kree, le pregunta Nick Fury por qué su raza permanece fuera del mundo. El Capitán Marvel responde con sarcasmo que él es del tipo «que se asusta de los salvajes humanos y sus bombas atómicas. Klaatu barada nikto».
- En el número 3 de Simpsoncomics Bart Simpson disfrazado de Bartman se enfrenta a los extraterrestres Kang y Kodos. Cuando tratan de eliminarlo les pregunta "¿klaatu barada nikto, viejo?".

### Música
- La Banda Argentina Yo incluye en su disco "Santa Muerte" la canción "Klaatu Barada Nikto", cuya letra habla de ese monstruo imparable que es la web en comparación con Gort
- El grupo Intercontinental Music Lab en su disco Superheroes of Space tiene un tema con el mismo nombre.
- El grupo Chico y Chica nombra esta frase en su tema "Findelmundo".
- En una historia ficticia escrita por Charly García incluida al interior de la tapa de Sinfonías para adolescentes de Sui Generis, aparece como un saludo de "los Aliados al Say No More".
- El proyecto X-Fusion, del DJ alemán Jan Lehmkämper, en la canción "God and Devil" del álbum Dial D for Demons la frase es mencionada con la voz en off en alemán.
- La banda de garage-punk Los Glurps!! cantan "Klaatu Barada Nikto" en la letra de su canción "Fuzz en vena", incluida en su primer 7" Yeah!
- Klaatu es también una banda de rock canadiense de fines de los años 1970 que interpreta una canción "Calling occupants of interplanetary craft" ("Llamando a los ocupantes de la nave interplanetaria") inspirada en esta idea/fuerza de una raza de viajeros galácticos guardianes del orden y la paz del universo.

### Cine y televisión
- En la película Tron, la frase está escrita en una de las paredes del "despacho" de Alan (conocido por Tron como ALAN 1) hacia el minuto 26.
- En la película El retorno del Jedi, tres de los guardaespaldas de Jabba el Hutt responden a los nombres de Klaatu, Barada y Nikto (aparecen juntos en el pozo de Sarlacc).
- En el episodio "Chameleon" de la serie The Twilight Zone es mencionada durante el segundo minuto por uno de los personajes.
- En el episodio "Invasion of the Turtle Snatchers" de la serie Tortugas Ninja Mutantes Adolescentes aparece una familia de tres extraterrestres turistas llamados Klaatu, Barada y Nikto.
- En la película El ejército de las tinieblas de Sam Raimi, es la frase que tenía que pronunciar el protagonista justo antes de coger con sus manos el Necronomicón. Al no hacerlo correctamente (no recuerda la última palabra y la pronuncia mal disimuladamente) se despierta el Ejército de las Tinieblas.
- En la película Chopping Mall, el personaje Mike Brennan (John Terlesky) dice la frase de forma burlesca a uno de los robots Protector-101, luego de que este le pida su identificación.
- En la película Toys, el tío militar de Leslie (Robin Williams) pronuncia la frase antes de ser atacado por una clase de hipopótamo mecánico que el mismo creó para venderlo como juguete bélico.
- En el episodio "The High Five of Doom" de la serie La vida moderna de Rocko, cuando Heffer y Rocko piensan que Filburt es un extraterrestre, Heffer le grita esta frase, argumentando: "es lenguaje extraterrestre, lo vi en una película de marcianos".
- En el episodio 9 de la primera temporada de la serie Siete días, el protagonista Frank Parker (Jonathan LaPaglia), la pronuncia al abrirse la puerta de la nave.
- En el episodio "Luces, cámara... Peligro" de la serie Las aventuras de Jimmy Neutron, donde Jimmy y compañía interpretan varias películas, este es el conjuro que se pronuncia contra la serpiente al parodiar a Harry Potter.
- En el episodio 22 de la primera temporada de la serie Dos hombres y medio, "Mi psicóloga tiene una marioneta", Alan, estando sonámbulo, le dice esa frase a Charlie cuando este lo acompaña hasta su habitación.
- En la película Scary Movie 5, Ashley Tisdale pronuncia las palabras cuando ingresa al sueño de su hijastra Kathy, parodiando a la película Inception.
- En la serie Eddsworld, la frase se puede ver en la lápida de Tord, el cual fue mordido por un zombi.
- En la película Sonic 2, la película, el Doctor Eggman menciona la frase antes de atacar a uno de los extraterrestres que llegaron al Planeta Hongo atraídos por su máquina.
- En el episodio 15 de la serie Guardianes de la Galaxia (serie animada), miembros de la resistencia mencionan esta frase al saludar a los Guardianes.

### Software
- Es el título de la ventana de Firefox 3.x cuando se introduce el URL about:robots.
- En el juego MMORPG DragonFable, los tres hermanos fundadores de la Universidad de Necromancia se llaman Klatu, Barada y Nickto.
- En el juego Battlefront II, los droides separatistas pronuncian esas tres palabras cuando tienen la salud crítica.
- En el juego Spyro 2: Ripto's Rage en el nivel "Cloud Temples" el último mago dice "si quieres regresar a casa debes decir klaatu verata (barada) ni...". Aunque en este caso, se trata de una referencia a la más popular Army of Darkness que a The Day Earth stood Still.
- En el DLC del juego Borderlands 2, llamado Tina chiquitina asalta la mazmorra del dragón, los nigromantes pronuncian esas tres palabras al lanzar según qué hechizo.
- El personaje Gaige, la mecanomante (expansión del juego Borderlands 2) en algunas ocasiones, pronuncia estas palabras cuando convoca a su compañero Trampa Mortal (habilidad especial).
- En la aventura gráfica Randal's Monday cuando el protagonista está en prisión un compañero le gasta una broma diciéndole que "klaatu barada nikto" es la contraseña para que los miembros de una banda dejen de molestarle.
- En el juego Doom & Destiny, una vez vencido el robot de unimetal está escita en un libro detrás del robot "Klatoo Verata Nictu".
- En el juego Resident Evil Revelations, Quint puede terminar la partida en el modo en línea diciendo Klaatu barada nikto, la cual forma parte de una serie de frases aleatorias solo para éste personaje.
- En el juego Kingdom Rush, al construir la torre del Hechicero Arcano, este dirá la frase "Klaatu Barada Nikto".
- En el juego Grand Prix 2, en el circuito de Brasil, el letrero de TV Globo tiene debajo la frase "Klatu Barada Nikto".
- En el videojuego Diablo 3 al matar al demonio  Iskatu durante el Acto 4 se desbloquea el logro "Iskatu Barada Nikto"